# MAN Ferrostaal Power Industry
Die Firma MAN Ferrostaal Power Industry GmbH (vormals DSD Industrieanlagen GmbH, vormals DSD Dillinger Stahlbau GmbH) ist ein international operierendes Unternehmen, welches bereits über fünf Jahrzehnte besteht und seit 1997 eine 100%ige Tochter der MAN Ferrostaal AG Essen ist, die wiederum zur MAN-Gruppe gehört. MAN Ferrostaal Power Industry GmbH tritt als EPC-Partner auf und plant, baut und modernisiert Kraftwerke mit einer Leistung von bis zu 1.000 MW. Dabei liegt der Fokus auf fossil befeuerten schlüsselfertigen Gas- und Dampfturbinen-Kraftwerken sowie auf regenerativen Energien, wie z. B. der Einsatz von Biokraftstoffen oder dem Bau von solarthermischen Kraftwerken.

## Wirtschaftliche Situation
Die Firmengruppe beschäftigte 2005 ca. 800 Mitarbeiter weltweit und erzielte einen Jahresumsatz von 360 Millionen Euro.

## Geschichte
Aus einer mittelständischen Firma mit vorwiegend regionalen Aktivitäten entwickelte sich ein Großunternehmen mit weltweiter Kundschaft. Die MAN Ferrostaal Power Industry GmbH ist aus der früheren DSD Industrieanlagen GmbH entstanden, welche wiederum aus der DSD Dillinger Stahlbau GmbH entstanden ist.

## Geschäftsgebiete
Die MAN Ferrostaal Power Industry Geschäftsgebiete sind Kraftwerksindustrie, Prozessindustrie, Solarindustrie, Rohrtechnik und Schlüsselfertiges Bauen.
Der Schwerpunkte der Firmenaktivitäten liegen in den Bereichen
- Projektentwicklung und -finanzierung
- Projekte- und Baustellenmanagement
- Konzeptplanung
- Basic Design
- Beschaffung und Lieferung
- Baustellen-Service